# Oostende (film)
Pour plus de détails, voir Fiche technique et Distribution.
Oostende est un film français réalisé par Éric Woreth et sorti en 1991.

## Fiche technique
- Titre : Oostende
- Réalisation : Éric Woreth
- Scénario : Alain Adijes et Éric Woreth
- Photographie : Thierry Arbogast
- Décors : Philippe Maux
- Costumes : Marie-Laure Lasson
- Son : Gérard Dacquay et Yvan Dacquay
- Montage : Pat Marcel
- Production : Ciné Feel - SGCC
- Pays d'origine :  France
- Durée : 80 minutes
- Date de sortie : France - 13 novembre 1991

## Distribution
- Isabella Ferrari : Lyota
- Jean-Claude Adelin : Jim
- Marc Andreoni : Jeannot
- Emmanuelle Maridjan : l'auto-stoppeuse
- Gérard Watkins : l'auto-stoppeur
- Philippe Résimont : l'automobiliste